# (788) Hohensteina
(788) Hohensteina – planetoida z pasa głównego asteroid okrążająca Słońce w ciągu 5 lat i 202 dni w średniej odległości 3,13 au. Została odkryta 28 kwietnia 1914 roku w Landessternwarte Heidelberg-Königstuhl w Heidelbergu przez Franza Kaisera. Nazwa pochodzi od miejscowości Hohenstein w powiecie Rheingau-Taunus, skąd pochodziła żona odkrywcy (z domu Breder von Hohenstein). Przed nadaniem nazwy planetoida nosiła oznaczenie tymczasowe (788) 1914 UR.